# Corriente (matemáticas)
En matemáticas, más particularmente en análisis funcional, topología diferencial y teoría de la medida geométrica, una corriente k en el sentido de Georges de Rham es una funcional en el espacio de formas k diferenciales soportadas de forma compacta, en una variedad suave M. Las corrientes se comportan formalmente como distribuciones de Schwartz en un espacio de formas diferenciales, pero en un entorno geométrico, pueden representar la integración sobre una subvariedad, generalizando la función delta de Dirac o, más generalmente, incluso derivadas direccionales de funciones delta (multipolos) distribuidas a lo largo de subconjuntos de M.

## Definición
Dejar {\displaystyle \Omega _{c}^{m}(M)} denota el espacio de formas m lisas con soporte compacto en un colector liso {\displaystyle M}. Una corriente es un funcional lineal en {\displaystyle \Omega _{c}^{m}(M)} que es continuo en el sentido de distribuciones. Así, un funcional lineal 
{\displaystyle T\colon \Omega _{c}^{m}(M)\to \mathbb {R} }
es una corriente m-dimensional si es continua en el siguiente sentido: Si una secuencia  {\displaystyle \omega _{k}} de formas suaves, todas soportadas en el mismo conjunto compacto, es tal que todas las derivadas de todos sus coeficientes tienden uniformemente a 0 cuando {\displaystyle k} tiende al infinito, entonces {\displaystyle T(\omega _{k})} tiende a 0. 
El espacio {\displaystyle {\mathcal {D}}_{m}(M)} de corrientes m- dimensionales en {\displaystyle M} es un espacio vectorial real con operaciones definidas por 
{\displaystyle (T+S)(\omega ):=T(\omega )+S(\omega ),\qquad (\lambda T)(\omega ):=\lambda T(\omega ).}
Gran parte de la teoría de las distribuciones se traslada a las corrientes con ajustes mínimos. Por ejemplo, se puede definir el apoyo de una corriente  {\displaystyle T\in {\mathcal {D}}_{m}(M)} como complemento del mayor set abierto {\displaystyle U\subset M} tal que 
{\displaystyle T(\omega )=0} cuando {\displaystyle \omega \in \Omega _{c}^{m}(U)}
El subespacio lineal de {\displaystyle {\mathcal {D}}_{m}(M)} que consta de corrientes con soporte (en el sentido anterior) que es un subconjunto compacto de {\displaystyle M} se denota {\displaystyle {\mathcal {E}}_{m}(M)}. 

## Teoría homológica
La integración sobre un sub colector orientado rectificable compacto M (con límite) de dimensión m define una corriente m, denotada por {\displaystyle [[M]]}: 
{\displaystyle [[M]](\omega )=\int _{M}\omega .\,}
Si el límite ∂ M de M es rectificable, entonces también define una corriente por integración, y en virtud del teorema de Stokes uno tiene: 
{\displaystyle [[\partial M]](\omega )=\int _{\partial M}\omega =\int _{M}d\omega =[[M]](d\omega ).}
Esto relaciona la derivada exterior d con el operador de frontera ∂ en la homología de M.
En vista de esta fórmula, podemos definir un operador de límite en corrientes arbitrarias 
{\displaystyle \partial \colon {\mathcal {D}}_{m+1}\to {\mathcal {D}}_{m}}
vía dualidad con la derivada exterior por 
{\displaystyle (\partial T)(\omega ):=T(d\omega )\,}
para todas las formas m compatibles de forma compacta ω. 
Ciertas subclases de corrientes que están cerradas bajo {\displaystyle \partial } se puede utilizar en lugar de todas las corrientes para crear una teoría de homología, que puede satisfacer los axiomas de Eilenberg-Steenrod en ciertos casos. Un ejemplo clásico es la subclase de corrientes integrales en retracciones vecinas de Lipschitz. 

## Topología y normas
El espacio de las corrientes está naturalmente dotado de la topología débil *, que además se llamará simplemente convergencia débil. Una secuencia Tk de corrientes converge a una corriente T si 
{\displaystyle T_{k}(\omega )\to T(\omega ),\qquad \forall \omega .\,}
Es posible definir varias normas sobre subespacios del espacio de todas las corrientes. Una de esas normas es la norma de masas . Si ω es una forma m, entonces defina su coma por 
{\displaystyle \|\omega \|:=\sup\{|\langle \omega ,\xi \rangle |\colon \xi {\mbox{ is a unit, simple, }}m{\mbox{-vector}}\}.}
Entonces, si ω es una forma m simple, entonces su norma de masa es la norma L∞ habitual de su coeficiente. La masa de una corriente T se define entonces como 
{\displaystyle \mathbf {M} (T):=\sup\{T(\omega )\colon \sup _{x}|\vert \omega (x)|\vert \leq 1\}.}
La masa de una corriente representa el área ponderada de la superficie generalizada. Una corriente tal que M(T) < ∞ se puede representar mediante la integración de una medida de Borel regular mediante una versión del teorema de representación de Riesz. Este es el punto de partida de la integración homológica. 
Una norma intermedia es la norma plana de Whitney, definida por 
{\displaystyle \mathbf {F} (T):=\inf\{\mathbf {M} (T-\partial A)+\mathbf {M} (A)\colon A\in {\mathcal {E}}_{m+1}\}.}
Dos corrientes están cerca en la norma de masa si coinciden lejos de una pequeña parte. Por otro lado, se acercan en la norma plana si coinciden hasta una pequeña deformación. 

## Ejemplos
Recordar que 
{\displaystyle \Omega _{c}^{0}(\mathbb {R} ^{n})\equiv C_{c}^{\infty }(\mathbb {R} ^{n})\,}
de modo que lo siguiente define una corriente 0: 
{\displaystyle T(f)=f(0).\,}
En particular, cada medida regular firmada {\displaystyle \mu } es una corriente 0: 
{\displaystyle T(f)=\int f(x)\,d\mu (x).}
Sean (x, y, z) las coordenadas en ℝ3. Entonces lo siguiente define una corriente 2 (una de muchas): 
{\displaystyle T(a\,dx\wedge dy+b\,dy\wedge dz+c\,dx\wedge dz)=\int _{0}^{1}\int _{0}^{1}b(x,y,0)\,dx\,dy.}